# Vancouver Millionaires

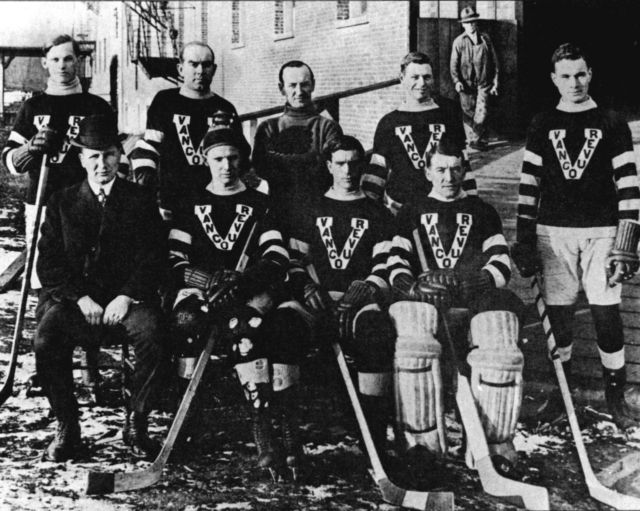
Die Stanley-Cup-Siegermannschaft von 1915

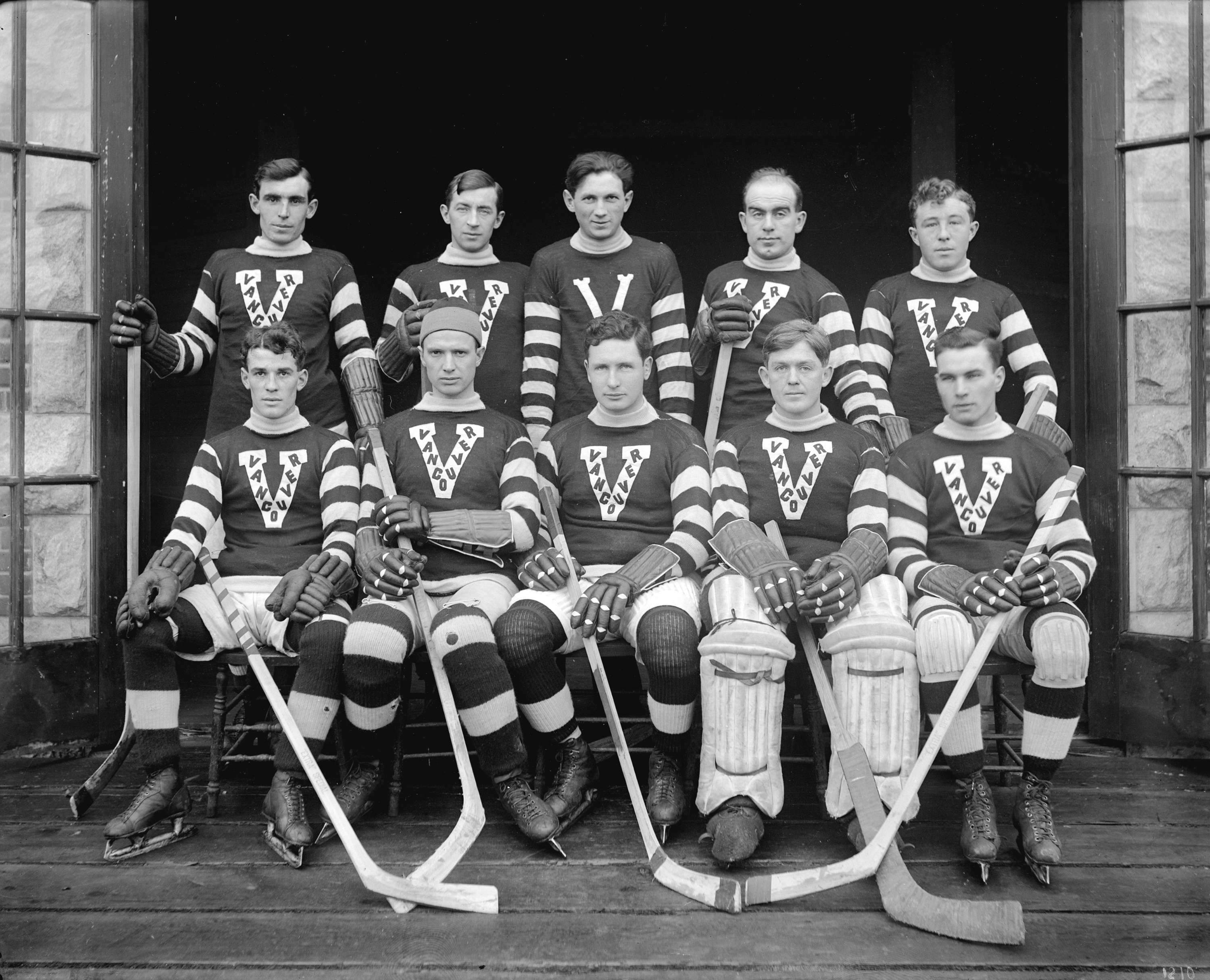
Die Mannschaft der Saison 1913–1914

Die Vancouver Millionaires waren eine professionelle Eishockeymannschaft aus der kanadischen Stadt Vancouver, die von 1911 bis 1926 existierte. Die Mannschaft gewann 1915 den prestigeträchtigen Stanley Cup.

## Geschichte
In den ersten drei Jahren hatte die Mannschaft jeweils eine negative Spielbilanz aufzuweisen. In der Debütsaison des Teams fiel vor allem das Duo Newsy Lalonde und Frank Patrick, der später auch als Cheftrainer die Millionaires betreute, aufgrund ihrer Torgefahr überaus positiv in Erscheinung. Im Folgejahr verließ Lalonde die Mannschaft und kehrte zurück zu den Montréal Canadiens. In der Saison 1914/15 stellte das Team die punktbeste Mannschaft der Pacific Coast Hockey Association und traf in den Finalspielen um den Stanley Cup als Gewinner der PCHA auf die Ottawa Senators, die den Gewinn der National Hockey Association errangen. Die Serie endete in drei Partien zugunsten der siegreichen Vancouver Millionaires, die alle drei Begegnungen gegen die Senators für sich entschieden und dabei 26 Tore erzielten, während den Senators acht Treffer gelangen.
Sie zogen weitere fünf Mal ins Finale ein, verloren aber jeweils (1918 gegen die Toronto Arenas, 1921 und 1923 gegen die Ottawa Senators, 1922 gegen die Toronto St. Patricks und 1924 gegen die Canadiens de Montréal). 1922 änderte das Team ihren Namen in Vancouver Maroons. Bis 1924 war die Mannschaft in der Pacific Coast Hockey Association vertreten, danach in der Western Canada Hockey League.
Die Mannschaft trug ihre Heimspiele in der 10.500 Plätze fassenden Denman Arena aus, die 1911 eröffnet worden war und 1936 bei einem Brand zerstört wurde.

## Bekannte Spieler und Trainer
- Jack Adams
- Lloyd Cook
- Art Duncan
- Hughie Lehman
- Mickey MacKay
- Frank Patrick
- Alf Skinner